# Paul Van Miert
Pour les articles homonymes, voir Karel Van Miert.
Paul Van Miert, née le 3 mai 1965 à Turnhout, est un homme politique belge flamand, membre de la N-VA.
Il est bachelor en marketing (Geel, 1986); Prokorist-Vertriebsleiter (Miko-Hordijk Gmbh, 2001-2014).

## Carrière politique
- Conseiller communal à Vieux-Turnhout (2013-)
- Échevin à Vieux-Turnhout (2007-2012)
- Député flamand depuis le 25 mai 2014